# William Sandys Wright Vaux

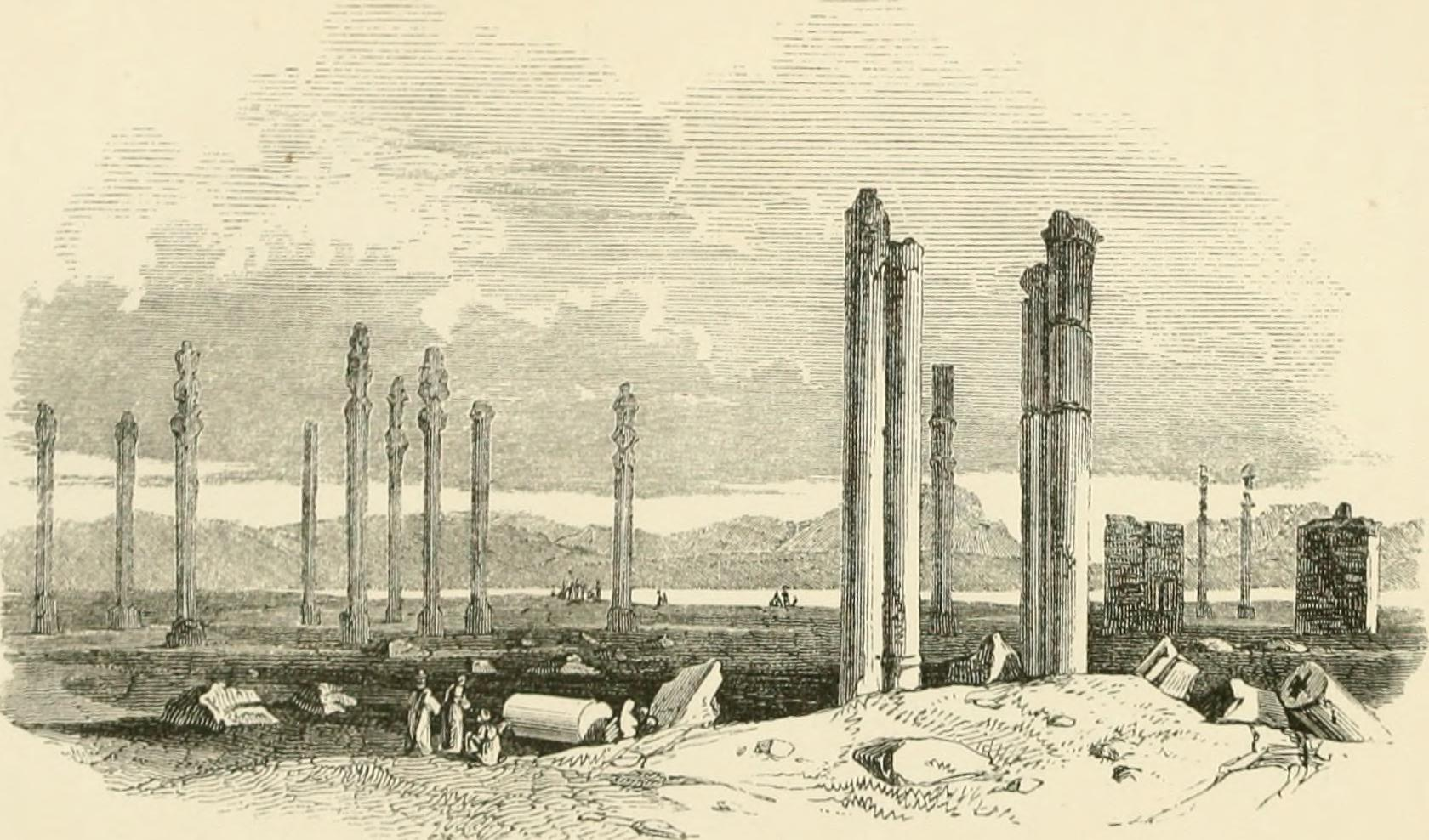
Ninive et Persépolis, par William Sandys Wright Vaux.

William Sandys Wright Vaux (28 février 1818 - 21 juin 1885) est un antiquaire et numismate anglais du XIXe siècle.

## Biographie
Vaux est né en 1818 à Oxford. Il est le fils unique de William Vaux (décédé en 1844), prébendier de la Cathédrale de Winchester et vicaire de Wanborough, Wiltshire. Il fait ses études à la Westminster School de 1831 à 1836 et s'inscrit au Balliol College d'Oxford le 18 mars 1836, obtenant un BA 1840 et une MA 1842 .
En 1841, il entre au département des antiquités du British Museum et, en janvier 1861, il devient le gardien du département des pièces de monnaie et des médailles, poste dont, en raison de problèmes de santé, il démissionne en octobre 1870.
Il est lié au développement précoce du mouvement d'Oxford à Londres, et ses appartements sont un lieu de réunion fréquent pour les sous-comités liés à la London Church Union et aux aumôneries étrangères. De 1871 à 1876, il est engagé dans le catalogage des pièces de la Bibliothèque Bodléienne. À partir de 1846, il est membre de la Royal Numismatic Society et, selon le Dictionary of National Biography, c'est à ses soins amicaux qu'une grande partie du succès de cet organisme est due. En 1852, il devient l'un des secrétaires et assiste pendant un certain temps John Yonge Akerman dans la rédaction de la première série de la Numismatic Chronicle, dans laquelle il écrit lui-même vingt-cinq articles. En 1855, il est élu président et reste en fonction jusqu'en 1874. Pendant de nombreuses années, la société se réunit dans ses appartements de Gate Street, Lincoln's Inn Fields. Le 4 juin 1868, il devient membre de la Royal Society. De novembre 1875 à sa mort, il est secrétaire de la Royal Asiatic Society et, pendant de nombreuses années, secrétaire de la Royal Society of Literature.
Vaux devient membre de l'Association de Canterbury le 5 avril 1850 .
Il meurt au 102 Cheyne Walk, Chelsea, Londres, le 21 juin 1885. Il épouse le 11 juillet 1861 Louisa, fille aînée de Francis Rivington de Harley Street, Londres .

## Œuvres
Les connaissances de Vaux sont vastes et variées, plus particulièrement dans tout ce qui concerne les antiquités orientales. Son Nineveh and Persepolis: an Historical Sketch of Ancient Assyria and Persia, with an Account of the recent Researches in these Countries (1850; 4e éd. 1855), a beaucoup contribué à populariser les découvertes de Layard et d'autres voyageurs.
Il a également écrit :
1. Manuel des antiquités du British Museum: une description des vestiges de l'art grec, assyrien, égyptien et étrusque, 1851.
2. Histoire ancienne des monuments ; La Perse de la première période à la conquête arabe, 1875 : nouvelle édition par le Prof. AH Sayce, 1893.
3. Histoire ancienne des monuments: villes et îles grecques d'Asie Mineure, 1877.

En 1854, il édite The World Encompassed de Sir Francis Drake pour la Hakluyt Society.